# Dariusz Krzewina
Dariusz Stanisław Krzewina  (ur. 1963) – polski ekonomista i menedżer.

## Życiorys
Absolwent Wydziału Ekonomiczno-Socjologicznego Uniwersytetu Łódzkiego, kierunek Ekonomia i Organizacja Handlu Zagranicznego (1982–1987) oraz studiów podyplomowych w zakresie ubezpieczeń w Szkole Głównej Handlowej w Warszawie (1995–1996). 
Prezes Zarządu PZU Życie S.A. (2007–2015, 2015–2016).

## Odznaczenia
- Złoty Krzyż Zasługi (2010)[2][3].